# Zentralität (Soziale Netzwerke)
Der Begriff der Zentralität ist Ausdruck für ein Konzept aus der empirischen sozialen Netzwerkanalyse, welches darauf abzielt, das Maß der Bedeutung oder der „Wichtigkeit“ eines Akteurs in einem sozialen Beziehungsnetzwerk herauszufinden.
Der Soziologe Linton Freeman benennt und definiert mit der Degree-Zentralität (auch Point-Centrality), der Closeness-Zentralität und der Betweenness-Zentralität die verbreitetsten Zentralitätsindizes.

## Degree-Zentralität
Die Degree-Zentralität drückt die Zahl der Verbindungen eines Akteurs im Netzwerk aus.
In gerichteten Netzwerken muss zwischen der Zahl eingehender (in-degree) und ausgehender Verbindungen (out-degree) unterschieden werden.
Die Degree-Zentralität von {\textstyle k} entspricht dem Grad (Degree) von {\textstyle k}
{\displaystyle C_{D}(k)=deg(k)}
Um einen Vergleich über verschiedene Netzwerke hinweg zu ermöglichen, kann die Degree-Zentralität
normalisiert werden.
Sei {\textstyle n} die Anzahl der Knoten im Netzwerk, dann ist die normalisierte Degree-Zentralität von {\textstyle k}
{\displaystyle C_{D_{norm}}(k)={\frac {deg(k)}{n-1}}}

## Closeness-Zentralität
Die Closeness-Zentralität misst, anders als die Betweenness-Zentralität, nicht nur die Verbindungen
zu direkten Nachbarn eines Knotens, sondern die Verbindungen zu allen anderen Knoten im Netzwerk.
Sie ist definiert als Kehrwert der Summe aller kürzesten Verbindungen zu anderen Knoten im Netzwerk.
Eine kleine Closeness-Zentralität entspricht also einer hohen Entfernung zu anderen Netzwerkknoten.
{\displaystyle C_{C}(k)={\frac {1}{\sum _{j\neq j}^{}l(k,j)}}}
Dabei sei {\displaystyle l(k,j)} die Anzahl Kanten auf dem Pfad zwischen {\textstyle k} und {\textstyle j}.
Die normalisierte Closeness-Zentralität ist entsprechend definiert als
{\displaystyle C_{C_{norm}}(k)={\frac {n-1}{\sum _{j\neq j}^{}l(k,j)}}}

## Betweenness-Zentralität
Die Betweenness-Zentralität drückt aus, auf wie vielen der kürzesten Pfade zwischen jedem Knotenpaar im Netzwerk ein Knoten liegt.
Eine hohe Betweenness wird häufig als Machtposition angesehen, da sie dem Akteur ermöglicht Informationsflüsse zu verlangsamen oder im eigenen Interesse zu manipulieren.
Sei {\displaystyle P_{k}(i,j)} die Anzahl der kürzesten Pfade zwischen {\textstyle i} und {\textstyle j}, die {\textstyle k}
enthalten und {\displaystyle P(i,j)} die Anzahl aller kürzesten Pfade zwischen {\textstyle i} und {\textstyle j}, dann ist die
Betweenness-Zentralität
{\displaystyle C_{B}(k)=\sum _{i\neq j;k\notin \{i,j\}}^{}{\frac {P_{k}(i,j)}{P(i,j)}}}
Die normalisierte Betweenness-Zentralität für ungerichtete Netzwerke ist definiert als
{\displaystyle C_{B_{norm}}(k)=\sum _{i\neq j;k\notin \{i,j\}}^{}{\frac {\frac {P_{k}(i,j)}{P(i,j)}}{\frac {(n-1)(n-2)}{2}}}}
und für gerichtete Netzwerke als
{\displaystyle C_{B_{norm}}(k)=\sum _{i\neq j;k\notin \{i,j\}}^{}{\frac {\frac {P_{k}(i,j)}{P(i,j)}}{(n-1)(n-2)}}}

## Weitere Zentralitäten

### Eigenvector-Zentralität
Die Eigenvector-Zentralität misst die Bedeutung eines Knotens anhand der Bedeutung der Knoten, mit denen er verbunden ist. Knoten mit hoher Eigenvector-Zentralität sind oft mit anderen wichtigen Knoten im Netzwerk verbunden.